# Порожній будинок (фільм)
«Порожній будинок» (кор. 빈집) — корейський кінофільм, знятий 2004 року режисером Кім Кі Дуком.

## Сюжет
Самотній мотоцикліст Тхе Сок розклеює рекламки на двері будинків та квартир, закриваючи ними замкові щілини. Пізніше він повертається, аби перевірити, які оголошення зняті, а які досі висять: так Те Сук визначає, які з будинків пустують. Потім він відкриває замок та проникає в квартиру. Тхе Сок живе в будинку до тих пір, поки не повертаються господарі. Натомість він виконує невелику домашню роботу: пере речі господарів, лагодить зламані прилади. Одного разу, проникнувши в черговий будинок, Тхе Сок зауважує, що квартира не порожня: всередині він виявляє дружину господаря будинку Сон Хва. Пізніше Тхе Сок стає свідком того, як чоловік, що повернувся, жорстоко б'є свою дружину. Тхе Сок втручається і б'є господаря будинку ключкою для гольфу та м'ячиками, після чого їде геть. Сон Хва вирушає разом з ним, відтепер вони разом кочують порожніми квартирами. Поступово між ними виникає дивна форма мовчазної симпатії. Через деякий час головного героя затримує поліція, а його подруга змушена повернутися додому.
Найпримітнішою складової фільму є дивні стосунки, які виникли між незнайомцем та врятованою ним жінкою. Вони не говорять один одному жодного слова. Тхе Сок мовчить протягом усього фільму, а Сон Хва вимовляє лише декілька фраз. Проте їхня мовчазність лише підкреслює ті труднощі, які, очевидно, ця жінка пережила в минулому та взаєморозуміння між головними героями, яке не потребує слів.

## Ролі
- Чже Хі — Тхе Сок
- Лі Син Йон — Сон Хва
- Квон Хьок Хо — чоловік Сон Хва

## Нагороди та номінації

### Нагороди
- 2004 — 4 нагороди Венеціанського кінофестивалю: приз ФІПРЕССІ, Малий золотий лев, почесне згадка SIGNIS Award та спеціальна нагорода для режисера (все — Кім Кі Дук)
- 2004 — нагорода Golden Spike Вальядолідського кінофестивалю (Кім Кі Дук)
- 2005 — Приз ФІПРЕССІ за фільм року на кінофестивалі в Сан-Себастьяні (Кім Кі Дук)

### Номінації
- 2004 — номінація на нагороду Золотий лев Венеціанського кінофестивалю (Кім Кі Дук)
- 2004 — номінація на премію Screen International Award Європейської кіноакадемії (Кім Кі Дук)
- 2005 — номінація на премію «Давид ді Донателло» за найкращий зарубіжний фільм (Кім Кі Дук)

## Рецензії
За даними сайту Rotten Tomatoes, близько 87 % (73 з 84) рецензій на фільм були позитивними